# Hyacinthella leucophaea
Hyacinthella leucophaea är en sparrisväxtart som först beskrevs av Karl Heinrich Koch, och fick sitt nu gällande namn av Philipp Johann Ferdinand Schur. Hyacinthella leucophaea ingår i släktet Hyacinthella och familjen sparrisväxter.
Artens utbredningsområde anges som östra och sydöstra Europa.

## Underarter
Arten delas in i följande underarter:
- H. l. atchleyi
- H. l. leucophaea
- H. l. rumelica

## Bilder

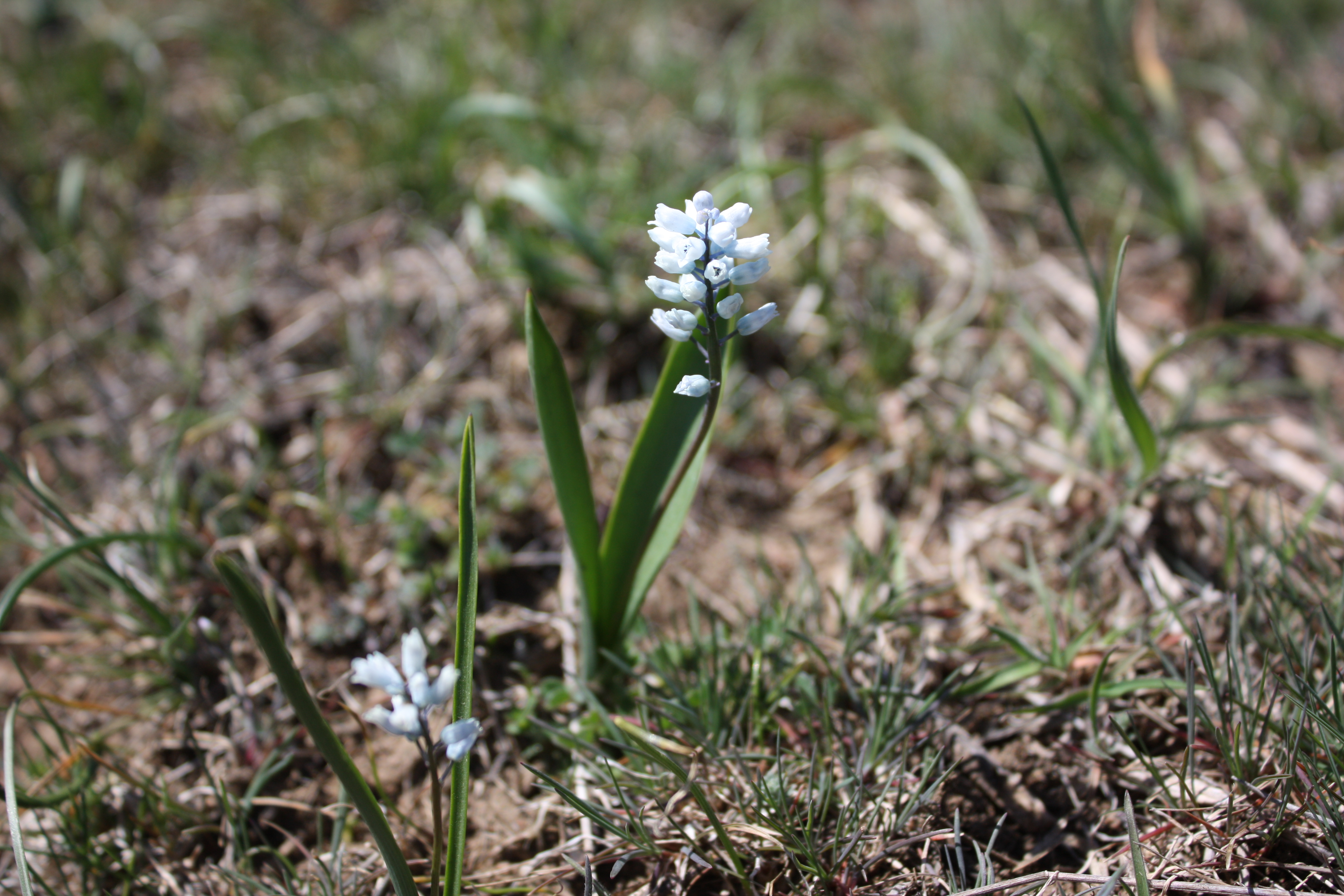